# Witsanusak Kaewruang
Witsanusak Kaewruang (tiếng Thái: วิศณุศักดิ์ แก้วเรือง, sinh ngày 16 tháng 3 năm 1984), là một cầu thủ bóng đá người Thái Lan thi đấu ở vị trí thủ môn cho câu lạc bộ ở Thai League 2 Udon Thani.

## Sự nghiệp quốc tế
Năm 2014, anh được triệu tập vào đội tuyển quốc gia bởi Kiatisuk Senamuang để thi đấu Vòng loại Cúp bóng đá châu Á 2015.

## Danh hiệu

### Câu lạc bộ
Muangthong United
- Giải bóng đá Ngoại hạng Thái Lan (1): 2016
- Cúp Liên đoàn Bóng đá Thái Lan (1): 2016